# Constituição da Grécia (1974)
A Constituição da Grécia (em grego:  Sýntagma ou Σύνταγμα) foi aprovada pela Assembleia Constituinte Grega em 1975, tendo sido revista em 1986, 2001 e 2008.
O documento estabelece uma república parlamentar.

## Ligações exteriores
- Parlamento da Grécia - Texto oficial da Constituição da Grécia em maio de 2008
- «The Constitution of Greece» (em inglês). WIPO - World Intellectual Property Organization. Consultado em 30 de janeiro de 2015
- «Constituição da Grécia». Enciclopédia Livre. Consultado em 13 de fevereiro de 2015